# ويليام مات براون
ويليام مات براون (بالإنجليزية: William Matt Brown)‏ هو سياسي أمريكي، ولد في 15 سبتمبر 1815، وتوفي في 12 سبتمبر 1885.